# مارسل آگوستو اورتولان
مارسل آگوستو اورتولان (به پرتغالی: Marcel Augusto Ortolan) مهاجم اهل برزیل است که در شهر Mirassol, São Paulo و در تاریخ ۱۲ نوامبر ۱۹۸۱ به دنیا آمده‌است.
مارسل آگوستو اورتولان در تیم‌های فوتبال کوریتیبا سابقهٔ حضور دارد.